# Ještětice
Ještětice (německy Jeschtietitz) je vesnice, část města Solnice v okrese Rychnov nad Kněžnou. Nachází se asi 2 km na sever od Solnice. Prochází zde silnice I/14. V roce 2009 zde bylo evidováno 99 adres. V roce 2001 zde trvale žilo 284 obyvatel.
Ještětice je také název katastrálního území o rozloze 4,94 km2.